# 佩勒波尔
佩勒波尔（法語：Pelleport，法語發音：[pɛlpɔʁ]）是法国上加龙省的一个市镇，属于图卢兹区。

## 地理
佩勒波尔（43°44'19"N, 1°7'0"E）面积10.38 平方千米，位于法国奧克西塔尼大區上加龙省，该省份为法国西南部内陆省份，西南端与西班牙接壤，自此顺时针与上比利牛斯省、热尔省、塔恩-加龙省、塔恩省、奥德省和阿列日省接壤。
与佩勒波尔接壤的市镇（或旧市镇、城区）包括：洛纳克、卡杜尔、德吕达斯、勒格雷、皮塞居尔、蒂勒。
佩勒波尔的时区为UTC+01:00、UTC+02:00（夏令时）。

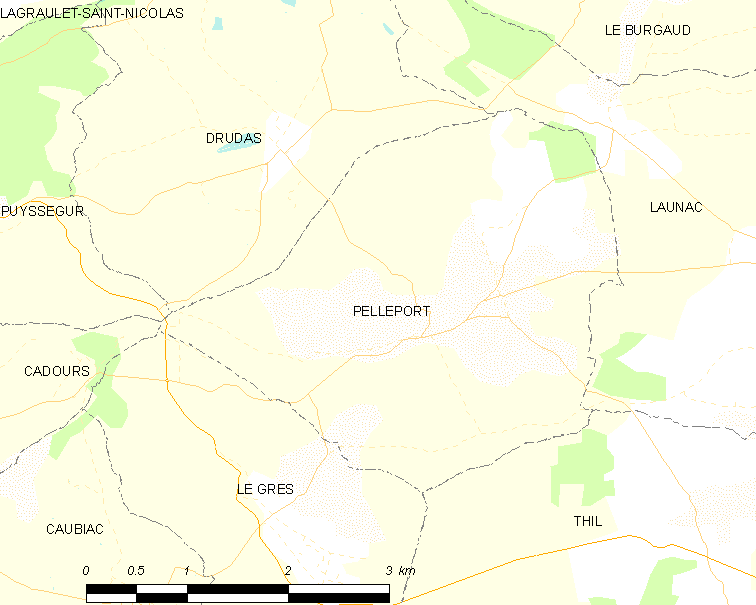
佩勒波尔的OSM定位图

## 行政
佩勒波尔的邮政编码为31480，INSEE市镇编码为31413。

## 政治
佩勒波尔所属的省级选区为莱格万县。

## 人口

1962-2008年间佩勒波尔人口变化图示

佩勒波尔于2022年1月1日时的人口数量为542人。

## 图集

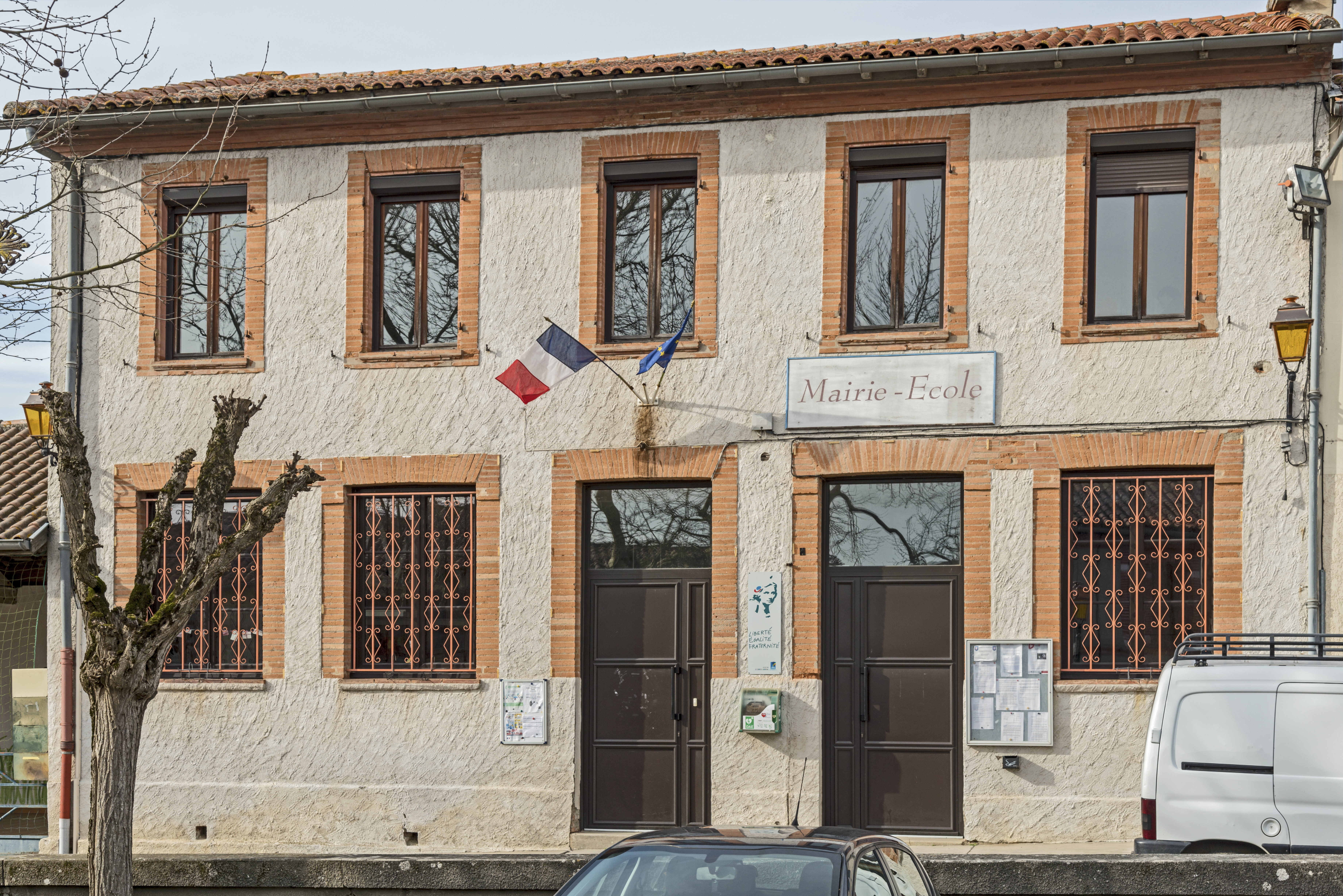
市政厅
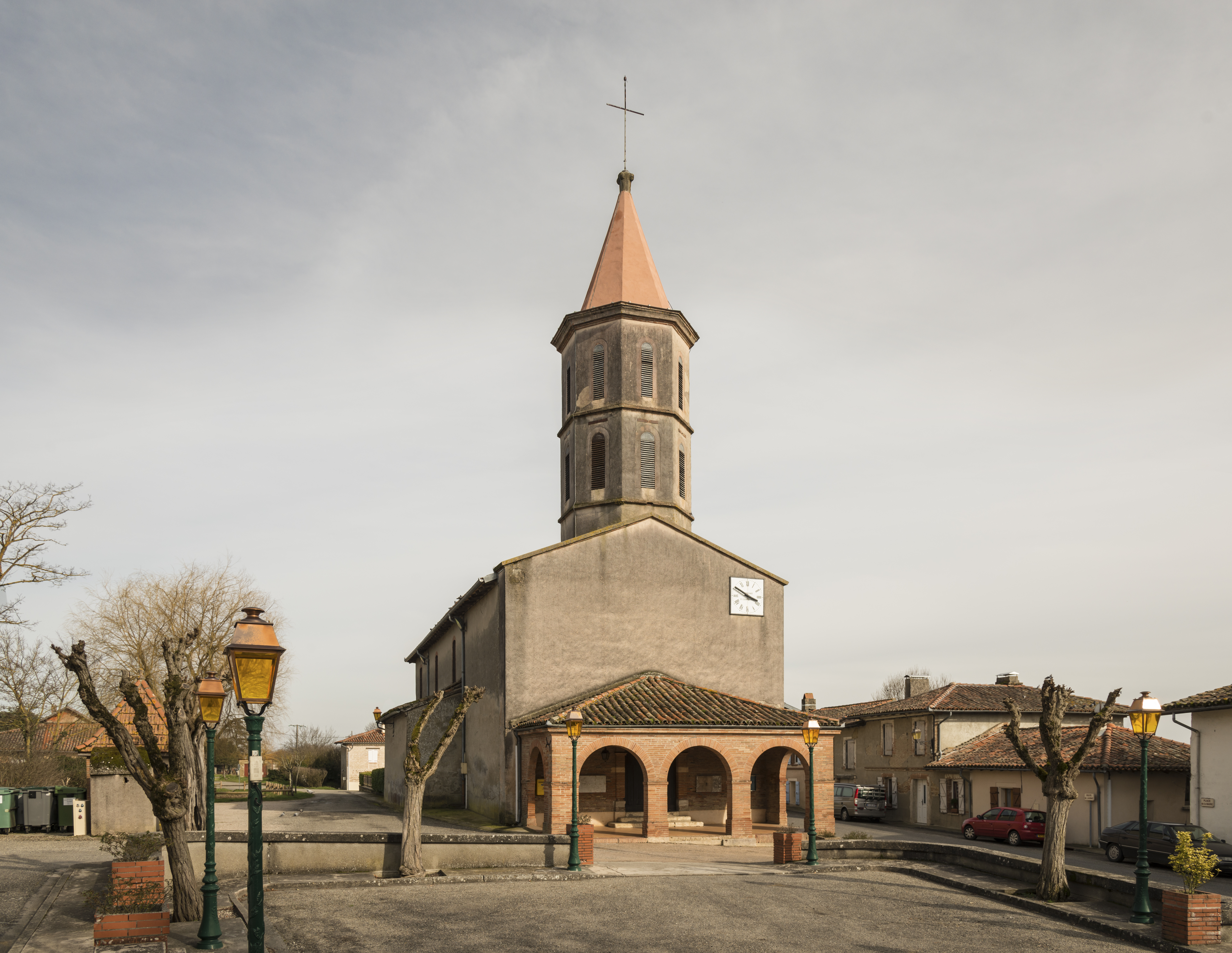
教堂
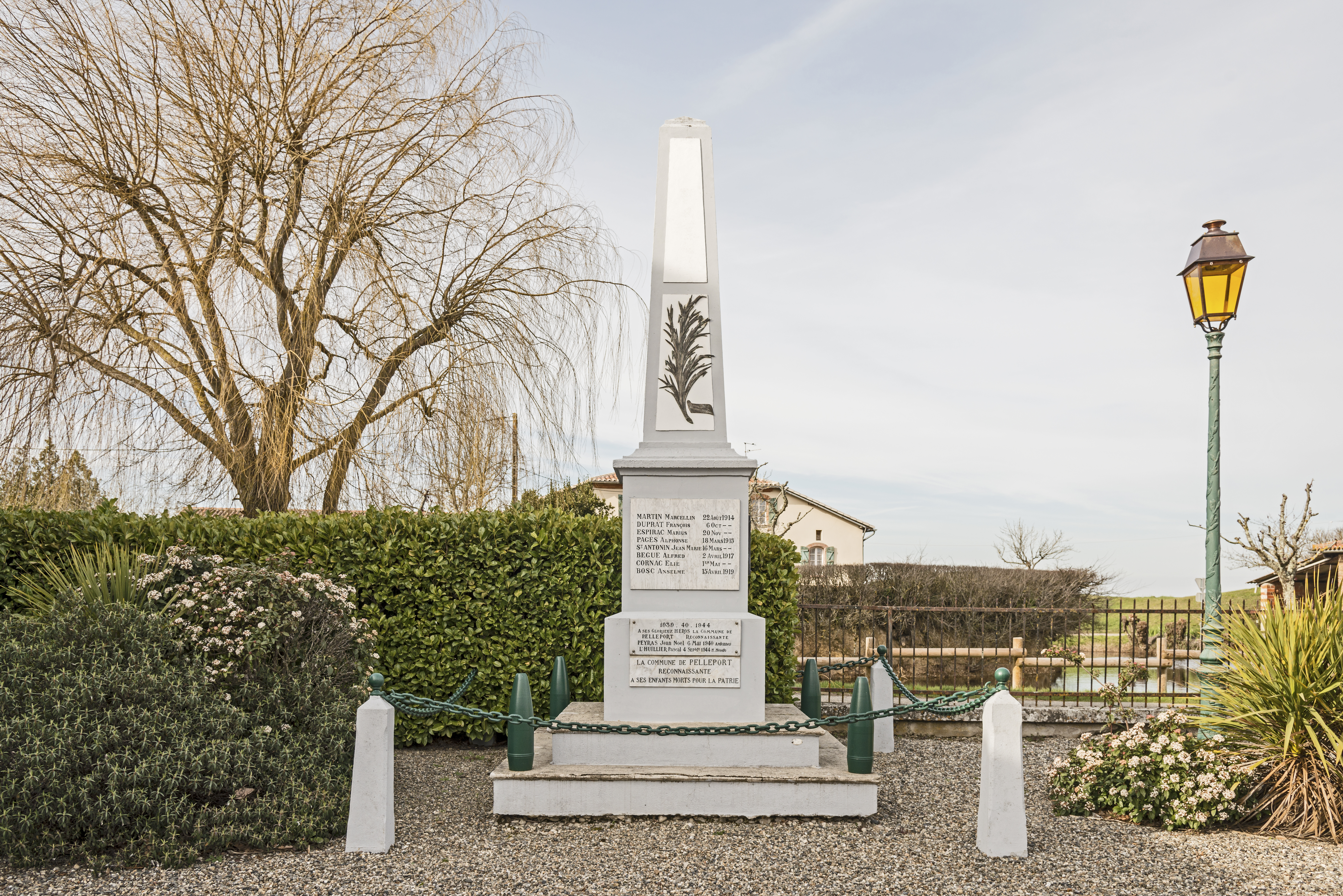
战争纪念碑